# الجمعية السعودية الخيرية لمرض الزهايمر
الجمعية السعودية الخيرية لمرض الزهايمر هي الجمعية الأولى من نوعها في المملكة العربية السعودية التي تعنى بالمصابين بمرض الزهايمر. تأسست بموجب لائحة الجمعيات والمؤسسات الخيرية الصادرة بقرار مجلس الوزراء رقم (107) وتاريخ 25-06-1410هـ، وتم تسجيلها في سجل الجمعيات الخيرية في تاريخ 10-05-1430هـ.
يقع مقرها في مدينة الرياض، وتخدم جميع مناطق المملكة العربية السعودية.

## الأهداف
تهدف إلى:
- رفع مستوى الوعي العام بمرض ألزهايمر.
- تحسين المستوى الصحي والمعيشي تقديم الدعم والمساندة لمرضى ألزهايمر.
- تقديم الدعم والمشورة لعائلات المصابين ومن يقوم برعايتهم.
- تفعيل الشراكات الإستراتيجية بين الجهات الخيرية.
- تشجيع الأبحاث والدراسات المتعلقة بمرض ألزهايمر، والتعاون مع الباحثين في المجال الطبي والنفسي والاجتماعي.
- تأسيس قاعدة بيانات حول المرض والمرضى.
- التعاون مع الجمعيات الإقليمية و الدولية المختصة بمرض ألزهايمر من أجل تطوير الخدمات المقدمة من قبل الجمعية للمرضى وذويهم.[1]